# Agnieszka Kolada

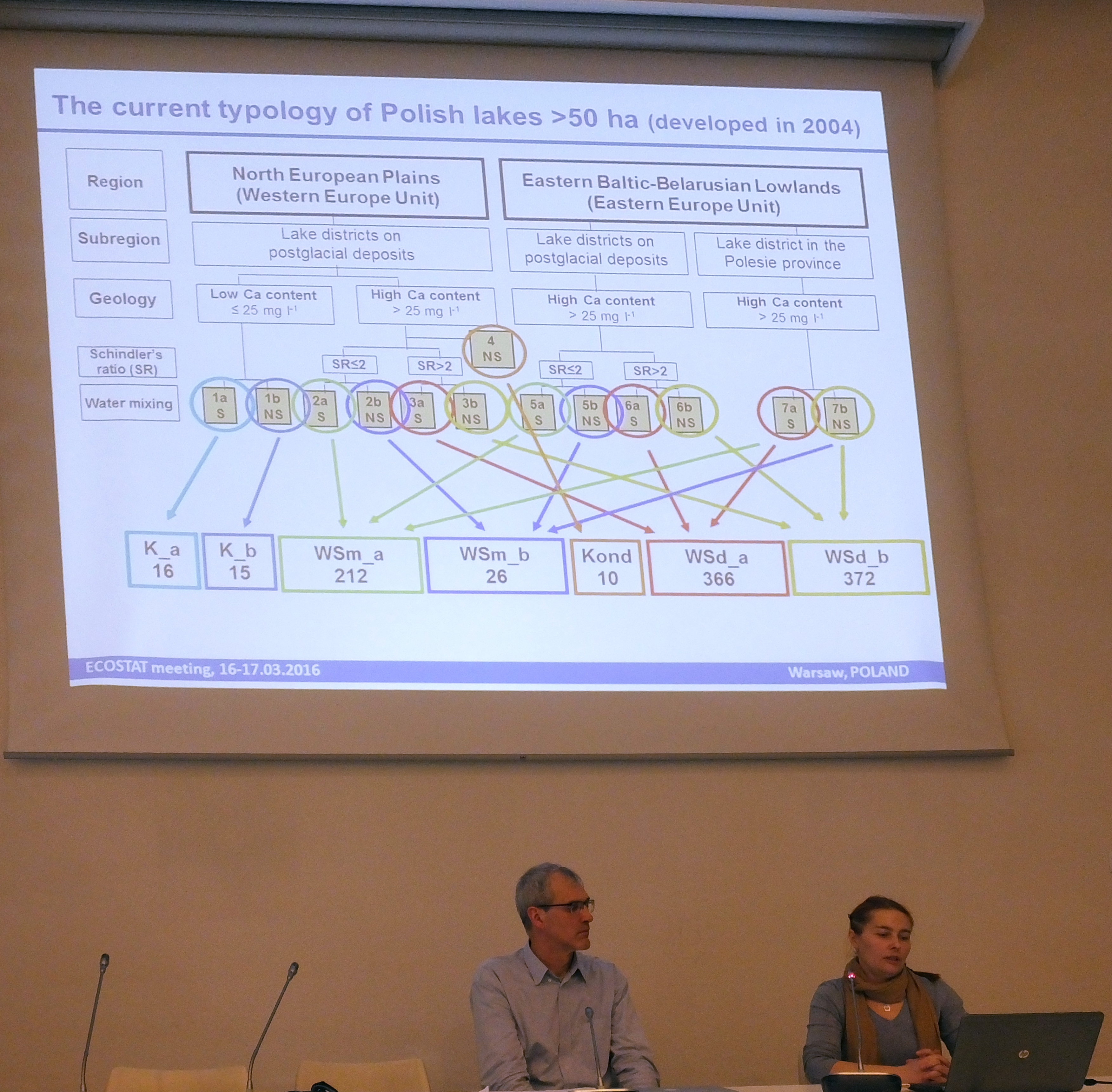
Agnieszka Kolada i Wouter van de Bund na spotkaniu grupy roboczej przy Komisji Europejskiej Ecological Status, Warszawa, 2016

Agnieszka Karolina Kolada – polska hydrobiolożka. Profesor instytutu i kierownik Zakładu Ochrony Wód w Instytucie Ochrony Środowiska.

## Kariera naukowa
Absolwentka Wydziału Biologii Uniwersytetu Warszawskiego, gdzie w Instytucie Botaniki w 2000 roku napisała pracę magisterską w specjalności biologia środowiskowa „Zróżnicowanie strefowe roślinności w procesie zarastania humotroficznego jeziora Wiercioch na Pojezierzu Olsztyńskim”. Następną pracę dyplomową na tytuł magistra inżyniera architektury krajobrazu obroniła na Wydziale Ogrodnictwa i Architektury Krajobrazu Szkoły Głównej Gospodarstwa Wiejskiego w 2003. Była to praca „Studium ochrony krajobrazu Doliny Dolnego Liwca”, nagrodzona następnie w konkursie ministra środowiska „Nauka na rzecz ochrony środowiska i przyrody”.
Następnie została pracowniczką Instytutu Ochrony Środowiska w Samodzielnej Pracowni Ochrony Jezior. W 2004 roku została tam asystentem, a w 2008 adiunktem. W 2008 SPOJ przekształciła się w Zakład Metod Oceny i Monitoringu Wód, którego kierownikiem Kolada została w 2016. Po kolejnej reorganizacji została kierownikiem Zakładu Ochrony Wód i profesorem nadzwyczajnym. W 2017 została pełnomocnikiem dyrektora instytutu ds. naukowych. W trakcie pracy w IOŚ obroniła pracę doktorską „Ocena zróżnicowania roślinności wybranych typów jezior nizinnych Polski pod wpływem presji antropogenicznej wywieranej na ekosystem”. Stopień doktora przyznał jej Wydział Biologii Uniwersytetu im. Adama Mickiewicza w Poznaniu w 2008. W 2016 Wydział Biologii i Biotechnologii Uniwersytetu Warmińsko-Mazurskiego nadał jej stopień doktora habilitowanego za pracę „Zróżnicowanie cech roślinności wodnej i szuwarowej na tle uwarunkowań siedliskowych, jako wyraz stanu ekologicznego jezior”. Praca ta składała się z serii publikacji naukowych.

## Badania
Jest wykonawczynią kilku projektów badawczych. Wśród nich kierowała dwoma naukowymi: „Hydromakrofity jako indykatory stanu ekologicznego wybranych typów jezior Polski Północnej” (2005) i „Analiza reakcji roślinności nizinnych jezior Polski w gradiencie presji antropogenicznej” (2008). Jest współautorką metody Makrofitowy Indeks Stanu Ekologicznego służącej do oceny stanu ekologicznego jezior na podstawie makrofitów. Jednym z projektów badawczych, w których brała udział był „Rozwój i walidacja metod zintegrowanej oceny stanu ekologicznego rzek i jezior na potrzeby planów gospodarowania wodami w dorzeczu – deWELopment”, gdzie zajmowała się częścią dotyczącą oceną stanu makrofitów w jeziorach. Część prac, w których brała udział, to projekty administracji środowiskowej dotyczące wód powierzchniowych, m.in. „Aktualizacja wykazu JCWP i SCWP dla potrzeb kolejnej aktualizacji planów w latach 2015-2021 wraz z weryfikacją typów wód części wód” wykonywana przez konsorcjum firmy „Pectore–Eco” i Instytutu Ochrony Środowiska na zlecenie Krajowego Zarządu Gospodarki Wodnej.
W związku z tym, że projekty badawcze Instytutu Ochrony Środowiska, w których brała udział, dotyczą wdrażania oceny stanu ekologicznego wód zgodnej z ramową dyrektywą wodną, brała udział w grupach roboczych ekspertów zajmujących się monitoringiem i oceną stanu wód w Europie. W latach 2004–2008 brała udział w pracach nad interkalibracją metodyk oceny stanu ekologicznego środkowoeuropejskich jezior na podstawie makrofitów. W kolejnych latach również brała udział w pracach grup roboczych, m.in. dotyczących oceny stanu jezior na podstawie substancji biogennych.

## Wybrane publikacje
Autorka lub współautorka kilkudziesięciu publikacji naukowych z zakresu hydrobiologii. Cztery z nich utworzyły serię będącą podstawą nadania habilitacji:
- Agnieszka Kolada i inni, The applicability of macrophyte compositional metrics for assessing eutrophication in European lakes, „Ecological Indicators”, 4, 2014, s. 407-415, DOI: 10.1016/j.ecolind.2014.04.049 (ang.).
- Agnieszka Kolada, The use of aquatic vegetation in lake assessment: testing the sensitivity of macrophyte metrics to anthropogenic pressures and water quality, „Hydrobiologia”, 656 (1), 2010, s. 133-147, DOI: 10.1007/s10750-010-0428-z (ang.).
- Agnieszka Kolada, The effect of lake morphology on aquatic vegetation development and changes under the influence of eutrophication, „Ecological Indicators”, 38, 2014, s. 282-293, DOI: 10.1016/j.ecolind.2013.11.015 (ang.).
- Agnieszka Kolada, The use of helophytes in assessing eutrophication of temperate lowland lakes: added value?, „Aquatic Botany”, 129, 2016, s. 44-54, DOI: 10.1016/j.aquabot.2015.12.002 (ang.).